# 베르겐 대학교
베르겐 대학교(노르웨이어: Universitetet i Bergen)는 노르웨이 베르겐에 위치한 공립 대학교이다. 대학교의 설립은 1946년에 됐으나, 학문적 활동은 1825년 베르겐 박물관에서부터 시작됐다.